# Jeroen Gerritsen
Jeroen Gerritsen (1 augustus 1969) is een voormalig voetballer van FC Zwolle en AGOVV Apeldoorn.

## Statistieken
| Seizoen | Club            | Land      | Competitie     | Wed. | Goals |
| ------- | --------------- | --------- | -------------- | ---- | ----- |
| 1991/92 | FC Zwolle       | Nederland | Eerste divisie | 21   | 0     |
| 1992/93 | FC Zwolle       | Nederland | Eerste divisie | 1    | 0     |
| 2004/05 | AGOVV Apeldoorn | Nederland | Eerste divisie | 4    | 0     |
| 2005/06 | AGOVV Apeldoorn | Nederland | Eerste divisie | 0    | 0     |
| 2006/07 | AGOVV Apeldoorn | Nederland | Eerste divisie | 1    | 0     |
| 2007/08 | AGOVV Apeldoorn | Nederland | Eerste divisie | 0    | 0     |
| Totaal  | Totaal          | Totaal    | Totaal         | 27   | 0     |